# Dolne Ostrowite
Dolne Ostrowite (dodatkowa nazwa w j. kaszub. Dòlné Òstrowité) – część wsi Ostrowite w Polsce, położona w województwie pomorskim, w powiecie bytowskim, w gminie Lipnica, na Równinie Charzykowskiej, w regionie Kaszub zwanym Gochami.
W latach 1975–1998 Dolne Ostrowite administracyjnie należało do województwa słupskiego. 
W okresie II Rzeczypospolitej stacjonowała tu placówka Straży Granicznej Inspektoratu Granicznego nr 7 „Chojnice”.